# يوتاكا اوتسوكا
يوتاكا اوتسوكا (باليابانية: 大塚豊؛ بالكانا: おおつか ゆたか) هو لاعب كرة قاعدة ياباني، ولد في 20 ديسمبر 1987 في إيدوغاوا في اليابان.

## وصلات خارجية
- يوتاكا اوتسوكا على موقع الدوري الياباني لكرة القاعدة (الإنجليزية)
- يوتاكا اوتسوكا على موقعبيزبول رفرنس.كوم (الدوري الثانوي) (الإنجليزية)